# Nový u háje
Rybník Nový u háje se nachází cca 2 km západně od Moravských Budějovic. Jeho rozloha je 26,27 ha, východně od rybníka se nachází i menší rybník Šingrot. Slouží k chovným a částečně rekreačním účelům. Je kategorizován jako upravená vodní plocha a nádrž, jeho součástí je sypaná hráz. Pod hrází se nachází mokřad, který představuje lokalitu s vysokou diverzitou.
Rybníkem Nový u háje protéká řeka Rokytka. Rybník Nový u háje je třetí největší rybník v okrese Třebíč a čtrnáctý v kraji Vysočina. V minulosti zde ležel rybník Budwitzer See (Budějovický rybník), který v 60. letech 19. století zanikl. Nový u háje měl být založen v polovině 20. století. Více informací nejen o rybníku ale i o okolí je na informační tabuli při cestě k rybníku. U odbočky k rybníku na ulici Husova se nachází bývalý židovský hřbitov.